# شو وو
شو وو (بالصينية: 徐武) (14 فبراير 1991 في الصين - ) هو لاعب كرة قدم صيني في مركز الوسط. لعب مع نادي بكين سينوبو غوان ونادي تشنغدو رونجتشينغ وBeijing Institute of Technology F.C. ‏ وShenyang Dongjin F.C. ‏.

## وصلات خارجية
- شو وو على موقع قاعدة بيانات كرة القدم.إي يو (الإنجليزية)
- شو وو على موقع Soccerway.com (الإنجليزية)